# دستکاری
دستکاری‌ مواد (به انگلیسی: Manipulation) که بسیاری از انواع خرابکاری را شامل می‌شود، اصطلاحاً به معنای تغییر عمدی محصولات است به گونه‌ای که آن‌ها را برای مصرف‌کنندگان مضر سازد.

## مثال‌ها

### قتل‌های ۱۹۸۲ تیلنول شیکاگو:
هفت نفر در این حادثه در ایالات متحده پس از مصرف داروهای آلوده به سیانید درگذشتند و یک مرد بعداً به اخاذی محکوم شد؛ اما هیچ‌کس به قتل محکوم نگردید. در سال ۲۰۰۹ اداره تحقیقات فدرال اعلام کرد که پرونده را دوباره بررسی می‌کند. این رویداد منجر به در نظر گرفتن الزامات جهت مهر و موم آشکارسازی دستکاری بر روی داروهای بدون نسخه و تغییرات در قوانین دستکاری ایالات متحده شد.

### اشیاء خارجی:
موارد دستکاری اغلب شامل اشیاء خارجی در محصولات غذایی می‌شود. این موارد اغلب بر تعیین اینکه آیا آلودگی در هنگام تولید رخ داده‌است، به‌طور تصادفی یا عمدی، یا اینکه ادعاهای بیان‌شده توسط مشتریان شکایت واقعیست یا جعلی، تمرکز دارد.

### ادعاهای جعلی:
یکی از پرونده‌های معروف، ادعاهای مشتریانی بود که خود باعث نابودی محصولات شد، مجموعه‌ای از ادعاها در سال ۱۹۹۳ مبنی بر پیداشدن سوزن در محصولات پپسی. تولیدکننده به صورت متقاعدکننده‌ای نشان داد که آلودگی نمی‌توانسته در کارخانهٔ بطری‌سازی رخ داده باشد و اثبات شد که چندین نفر خود درون بطری‌ها سوزن قرار داده‌ بودند.

### تروجان سخت‌افزاری:
تروجان سخت‌افزاری؛ تغییر خرابکارانه‌ای روی مداربندی یک مدار مجتمع است.